# Kōji Kumeta
ながべ
Œuvres principales
Œuvre principale : Sayonara Monsieur Désespoir
Autres ouvrages :
- Joshiraku
- Kakushigoto
- Katteni Kaizō

Kōji Kumeta (久米田 康治, Kumeta Kōji) est un mangaka japonais né le 5 octobre 1967 dans la préfecture japonaise de Kanagawa. Il est diplômé du Département d'Art de la faculté des Sciences Humaines de l'Université de Wako. Ses œuvres les plus connues sont Sayonara Monsieur Désespoir et Kakushigoto.

## Biographie
Kōji Kumeta est né en 1967 à Yokohama dans la préfecture de Kanagawa au Japon. Il déménage à l’âge de 5 ans à Yokosuka, où il passe beaucoup de temps à jouer dehors et dessiner. Il y découvre son tout premier manga, Doraemon, mais paradoxalement ne dessinera plus de bande-dessinée avant son entrée à l’université.
Il obtient une licence d’enseignement en art de l’Université de Wakō. Pendant ses études, il est membre du club de manga de l'école aux côtés de Taiyō Matsumoto et Iwaaki Hitoshi.
À l’obtention de son diplôme, il tente en vain de devenir éditeur aux Éditions Ginkichi et décide alors de devenir mangaka, une carrière qu’il n’avait jamais envisagé jusque-là.
Il gagne alors le prix Shogakukan Newcomer Comic Award de 1990 avec Go!! Southern Ice Hockey Club et se rend chez Takuya Mitsuda pour devenir son assistant. L’expérience se terminera rapidement à cause de son manque d’expérience.
En 1991, Go!! Southern Ice Hockey Club est publié en série dans le Weekly Shōnen Jump avant de prendre fin en 1996. La série à l’humour grivois collera longtemps à l’image du mangaka. Il enchaîne 3 ans plus tard avec Katteni Kaizō dans le même webdomadaire. L’œuvre est  nommée durant le 25e Kodansha Manga Award dans la catégorie Shonen. Cette série marque le début de son usage de l’informatique dans la création. Les références geeks et blagues d’informatique font leur apparition dans sa bibliographie.
Cet usage du numérique est avant-gardiste pour l’époque. Le matériel nécessaire est encore très onéreux ; il faut investir près d’un million de yen (soit 10 000 dollars) pour acheter le nécessaire créatif. Kumeta est obligé d’acquérir une imprimante pour remettre ses manuscrits aux services éditoriaux, ceux-ci n’ayant pas encore d’ordinateurs pour consulter un manuscrit numérique.
Son humour salace laisse place au cynisme avec les débuts de Sayonara Monsieur Désespoir et ses blagues morbides. Le ton noir de l’auteur se prolonge jusque durant une cérémonie de remise des prix du Kodansha Manga Award où Kumeta organise durant l’after-party ses propres obsèques. Il expliquera le choix de cette “mort de son vivant” par une façon de conjurer le mauvais sort. Trouvant que tout se passait anormalement bien dans sa vie, il en est mort avant l’heure.
Sayonara Monsieur Désespoir est son premier manga à avoir le droit à une série animée. Il gagnera le 31e Kodansha Manga Award dans la catégorie Shonen. La série est particulièrement intéressante pour l’originalité de son traitement ; chaque épisode possède un générique unique créé pour l’occasion, qui joue avec les codes et normes du manga.
Une autre particularité de cette série est le style graphique très différent de ses œuvres précédentes ; le trait est lisse, simplifié à l’essentiel et épuré.
Kumeta devient auteur indépendant en 2014 et en profite pour se moquer du monde de l’édition à travers ses œuvres. Ken Akamatsu est une de ses cibles principales, au point de devenir un « running-gag » durant de nombreuses années. Porté sur l’autodérision, Kumeta n’hésitera pas à également se moquer de lui-même, comme dans Kakushigoto.

## Œuvres

### Manga
- Go!! Southern Ice Hockey Club (行け!!南国アイスホッケー部, Yuke!! Nangoku Ice Hockey-bu?), 1991-1996, Weekly Shōnen Sunday, Shogakukan)
- √P Root Paradise (√P ルートパラダイス?)
- Sodatte Darling!! (育ってダーリン!!?)
- The Sun's Soldier Poka Poka (太陽の戦士ポカポカ, Taiyō no Senshi Poka Poka?)
- Katteni Kaizō (かってに改蔵?), 1998-2004, Weekly Shōnen Sunday, Shogakukan)
- Sayonara monsieur Désespoir (さよなら絶望先生?), 2005-2012, Weekly Shōnen Magazine, Kodansha)
- Joshiraku (じょしらく?), story[4], 2009-2013, Bessatsu Shōnen Magazine, Kodansha)
- Sekkachi Hakushaku to Jikan dorobō (せっかち伯爵と時間どろぼう?)
- Studio Pulp (スタジオパルプ, Sutajio Parupu?)
- Kakushigoto (かくしごと?)[5], 2015-2020, Monthly Shōnen Magazine, Kodansha)
- Nankuru Neesan (なんくる姉さん?), story[6]
- Shibuya Near Family (シブヤニアファミリー?)[7], 2021-présent, Weekly Shōnen Sunday, Shogakukan)

### Anime
- Zan Sayonara Zetsubō Sensei Bangaichi (有頂天家族?), OAV, Studio Shaft, 2009-2012
- Zan Sayonara Zetsubō sensei (有頂天家族?), série de 13 épisodes Studio Shaft, 2019
- Kakushigoto (かくしごと?), série de 12 épisodes Studio Ajiadō, 2020
- Kakushigoto (かくしごと?), long-métrage, Studio Ajiadō, 2021